# James Tolkan
James Stewart Tolkan (Calumet (Michigan), 20 de junho de 1931) é um ator americano, conhecido pelo seu trabalho em filmes como Serpico, Top Gun e Back to the Future.

## Vida pessoal
James Tolkan nasceu em Calumet, Michigan, filho de Marjorie e Ralph M. Tolkan, um criador de gado, e participou da Universidade de Iowa, Coe College, a Actors Studio e Eastern Arizona College. Tolkan atualmente mora em Lake Placid (Nova Iorque).

## Carreira
Tolkan é conhecido por seu papel no filme Back to the Future como o rigoroso e disciplinador diretor Gerald Strickland do Hill Valley High School. Ele se refere a Marty McFly, seu pai George, e Biff Tannen ironicamente como "preguiçosos". Ele repetiu esse papel na sequência de 1989 Back to the Future Part II, onde membros de gangues aterrorizam a cidade num presente alternativo em 1985. Ele também se referiu a estes criminosos como "preguiçosos", quando atira e volta. Em 1989, ele fez o papel de avô do Sr. Strickland, o xerife James Strickland em Back to the Future Part III. Tolkan iria reprisar seu papel como Strickland, além de interpretar seus ancestrais e descendentes na série Back to the Future em 1991.
Outros papéis bem conhecidos incluem um agente do FBI em Jogos de Guerra e Stinger, o comandante sem senso de humor de um porta-aviões no filme Top Gun, de 1986. Ele interpretou o Detetive Lubic no filme Mestres do Universo.
Tolkan também fez aparições em programas de TV, incluindo Naked City, Remington Steele, Miami Vice e The Fresh Prince of Bel-Air. Como membro do elenco de A Nero Wolfe Mystery (2001-2002), ele interpretou mais de uma dúzia de papéis variados nas séries do canal A&E e também dirigiu dois episódios de "Die Like a Dog" e "A próxima testemunha". Nos início da década de 90 fez participação no episódio 108 do seriado Anos Incríveis, em sua sexta temporada, onde fez o papel do treinador de luta greco-romana Silva.